# Трушевский, Илья
Илья́ Викторович Труше́вский (род. 1981) — российский художник.

## Биография
Окончил физический факультет СПбГУ. Выпускник программы «Новые технологии в современном искусстве» Института «ПРО АРТЕ», 2005 г..
В 2006 году переехал в Москву, где продолжил обучение в Институте проблем современного искусства (ИПСИ). В 2006—2007 годах прошёл стажировку в Высшей национальной школе искусств в Париже под руководством Кристиана Болтански.
Преподавал в Санкт-Петербургском государственном университете технологии и дизайна, кафедра «Дизайн рекламы», работал дизайнером на телеканале "Культура", MTV Russia. Жил и участвовал в организации сквота на хохловском переулке Типография «Оригинал»
Участник 2, 3, 4, 5 Московских биеннале, 1 Киевской биеннале, биеннале Cuvee в Linz Австрия, Mediations биеннале в Познани, выставок в Болгарии, Эстонии, Литве, Польше, Австрии, Швейцарии, Франции. Номинант Государственной Премии Инновация 2007 и 2008, призёр профессиональной премии Соратник 2007. Стипендиат фонда Art Ex East.
Последняя персональная выставка «Горящие рисунки» прошла в галерее JART в марте 2019 года. Открытие сопровождалось перформансом, в ходе которого он сжег свои работы за период 2011-2014 гг., вытравив на металле форму пепла, полученного в результате сожжения рисунков. Этим актом художник закрыл определённый[какой?] жизненный этап, чтобы открыть дорогу новому искусству. Сейчас[когда?] больше занимается социально ответственными проектами: общественные пространства, детские площадки и уличные инсталляции.
В 2019 году показывал свои работы на таких площадках как Санкт-Петербургская Академия Художеств, Концертный зал Мариинского театра, ВДНХ и ЭКСПОФОРУМ.  Выиграл ряд профессиональных конкурсов, в том числе: Открытый конкурс концепций детской игровой площадки для Центрального парка г. Новосибирска. 1-о место, Конкурс московского правительства «Город: Детали» Москва, ВДНХ, номинация «Детская площадка»,  2-е место и др.
После 2019 года переехал из Москвы на хутор Дивногорье (Воронежской области).
Включен в каталог «Younger than Jesus: Artist Directory» Biographical information and images from the over 500 artists, published by the New Museum. NY.
Работы находятся в собраниях Moscow House of Photography and Multimedia, Moscow Museum of Modern Art, Stella Art Foundation, Contemporary City Foundation. Moscow. Outset. Contemporary Art Fund. London. UK,  Marat Guelman gallery, Michael Tsarev foundation, Art Ex East foundation, ZARYA Foundation, частных коллекциях.

## Награды
- 2008 — лауреат профессиональной премии «Соратник» 2-е место[6]
- 2007, 2008  — номинант Государственной премии в области современного искусства «Инновация»[7]
- 2018 — конкурс Сколково и Иннополис. Арт-объекты. 2-е место[8].
- 2019 — открытый конкурс концепций детской игровой площадки для Центрального парка г. Новосибирска. 1-е место[9]
- 2019 — конкурс по созданию концепции тактильной скульптуры для ПКиО Михайловская набережная г. Новосибирска. 2-е место.
- 2019 — конкурс московского правительства «Город: Детали» Москва, ВДНХ, номинация «Детская площадка»,  2-е место[10]

## Суд и обвинения в изнасиловании
2 марта 2011 года осуждён Басманным судом на пять лет колонии общего режима за «насильственные действия сексуального характера» (ст. 132 УК РФ); инцидент, который стал поводом для уголовного дела, произошёл весной 2010 года.
Дело вызвало большой общественный резонанс: в частности, проводимая в центре современного искусства «Винзавод» премия «Соратник» (внешний проект, не имеющий отношения к «Винзаводу») решил присудить Трушевскому премию, как "пострадавшему от гонений на современное искусство".
В 2019 году новая потерпевшая, журналистка Маргарита Бондарь подала в полицию заявление об изнасиловании Трушевским.

## Персональные выставки
- 2007 «Карта мира». Вторая Московская биеннале современного искусства[15].
- 2007 «Голые города»; совместная выставка с Jae Soon Lee.  ММСИ, Москва[16].
- 2007 «Метро». Галерея Глобус, Санкт-Петербург[17].
- 2008 «Карты». Stella Art Foundation, Moсква.
- 2008 «Сладкое». Мультимедийный центр Актуальных Искусств на Винзаводе, Moсква.
- 2009 «Асфальт». Galerie IRAGUI, Москва[18][19].
- 2010 «Точки света». Красное знамя, Санкт-Петербург.
- 2013 «Юла». AL Gallery, Санкт-Петербург.
- 2019 «Горящие рисунки», галерея JART[20].

## Групповые выставки
- Участник 2,3,4,5 Московских биеннале, 1 Киевской биеннале, биеннале Cuvee в Linz Австрия, Mediations биеннале в Познани, выставок в Болгарии, Эстонии, Литве, Польше, Австрии, Швейцарии, Франции, Турции, Испании.
- 2012 — «Апокалипсис и Возрождение в Шоколадном доме». Шоколадный дом, Киев, автор идеи — Олег Кулик, кураторы — Анастасия Шавлохова, Константин Дорошенко.
- 2012  IV МОСКОВСКАЯ БИЕННАЛЕ СОВРЕМЕННОГО ИСКУССТВА «ИЗ ОБЛАСТИ ПРАКТИЧЕСКОГО ЗНАНИЯ». Куратор - Стас Шурипа
- 2013 - «Музей современного искусства: Департамент труда и занятости»  Государственная Третьяковская галерея. специальный проект V московской биеннале современного искусства. Кураторы - Кирилл Светляков, Софья Терехова
- 2015 -  «Крипта».  Филармония . Санкт-Петербург
- 2015 - «Дебри». Kunsthalle Palazzo. Liestal. Basel
- 2016 - «Пустырь и пустошь», Центр Современного Искусства ЗАРЯ Владивосток, куратор — Андрей Ерофеев.
- 2017 - «Вечный двигатель. Русское кинетическое искусство», Центр Современного Искусства ЗАРЯ Владивосток, куратор — Полина Борисова.
- 2017 -  ПРОСПЕКТ НЕПОКОРЕННЫХ. ММОМА, ГОГОЛЕВСКИЙ 10. куратор - Анастасия Шавлохова
- 2018 - Фестиваль «ARS HORTUS» 2018/ Ботанический сад МГУ (Аптекарский огород)
- 2018 -  COSMOSCOW 2018, стенд Галереи JART, совместно с Павлом Отдельновым.
- 2019 -  Памятник Чайковскому. Конкурсные проекты. Мариинский театр. Концертный зал. Санкт-Петербург.
- 2019 - “Единство формы”. Выставка комитета по градостроительству и архитектуре. Академия Художеств. Санкт-Петербург.
- 2019 -  Стенд Российского Экологического Оператора. ЭКСПОФОРУМ. Санкт-Петербург.
- 2019 - “Город: Детали” Выставка финалистов конкурса Московского Правительства. ВДНХ. Москва.